# 紀元前105年
紀元前105年（きげんぜん105ねん）はローマ暦の年である。

## 他の紀年法
- 干支 : 丙子
- 日本
  - 開化天皇53年
  - 皇紀556年
- 中国
  - 前漢 : 元封6年
- 朝鮮
  - 檀紀2229年
- 仏滅紀元 : 440年
- ユダヤ暦 : 3656年 - 3657年

## できごと

### ローマ
- 10月6日 - アラウシオの戦いで、キンブリ族はローヌ川のローマ軍2師団を破った。ローマ軍はカンナエの戦い以降で最も大きい痛手を負うこととなった。
- ガイウス・マリウスは執政官プブリウス・ルティリウス・ルフスとともにローマ軍の全面的な改革に着手した。
- マウレタニア王バッカス1世の裏切りにより、ルキウス・コルネリウス・スッラはユグルタを陥落させた。これにより、紀元前112年に始まったユグルタ戦争は終結した。

## 死去
- マルクス・アウレリウス・サカウルス：ローマの政治家、将軍